# Lambda Hydri
Lambda Hydri (8 Hydri) é uma estrela na direção da constelação de Hydrus. Possui uma ascensão reta de 00h 48m 35.12s e uma declinação de −74° 55′ 24.1″. Sua magnitude aparente é igual a 5.09. Considerando sua distância de 205 anos-luz em relação à Terra, sua magnitude absoluta é igual a 1.10. Pertence à classe espectral K5III.